# Panaque cochliodon
Panaque cochliodon — вид прісноводних риб з роду Panaque родини Лорікарієві ряду сомоподібні. Інша назва «синьоока лорікарія». Мешкає у Південній Америці, утримують також в акваріумах.

## Опис
Сягає 25—29 см завдовжки. Максимально відомий екземпляр становив 45 см при вазі 1,45 кг. Голова велика, широка. Очі великі, вирячені. Рот являє собою потужну присоску. Є 2 пари коротких вусів. Тулуб широкий, сплощений, видовжений у хвостовій частині. Його вкрито суцільний кістковими пластинками. Плавці добре розвинені. Спинний, грудні та хвостовий плавці великі та широкі, добре розвинені. Спинний та грудні плавці наділені потужними шипами. Черевні плавці трохи поступаються грудним плавцям. Жировий плавець крихітний. Анальний плавець маленький.
Забарвлення світло-коричневе, до темного на спині, вкрите темно-коричневими або чорними смугами. Очі блакитного кольору.

## Спосіб життя
Бентопелагічна риба. Воліє до прісної та чистої води. Зустрічається у річках зі швидкою течією та піщаним дном. Дорослі особини територіальні. Вдень ховається серед каміння та під корчами. Активна вночі. Живиться водоростями та іншими рослинами.

## Розповсюдження
Мешкає у річках Каука і Магдалена (Колумбія).

## Утримання в акваріумі
Можна утримувати в загальному акваріумі з великою кількістю укриттів. Потрібен фільтр для створення течії. Обов'язкова наявність натурального корча, зішкрібаючи який риба отримує необхідну целюлозу. Оптимальні умови утримання: температура 20-26 °C, твердість 4-15°, pH 6,2-7,5. Охоче поїдають картоплю, огірки, кабачки, салат, а також таблетки і гранули.